# Ково (деревня)
Ково — деревня в Клепиковском районе Рязанской области. Входит в состав Молькинского сельского поселения.

## География
Находится в северной части Рязанской области на расстоянии приблизительно 21 км на северо-восток по прямой от районного центра города Спас-Клепики в лесном массиве.

## История
В 1850 году показана на карте как поселение из 18 дворов неподалёку от ныне исчезнувшего Елкинского погоста. В 1859 году здесь (тогда деревня Касимовского уезда Рязанской губернии) было учтено 14 дворов.

## Население
Численность населения: 95 человек (1859 год), 23 в 2002 году (русские 100 %), 14 в 2010.